# Hasna Benhassi
Hasna Benhassi, née le 1er juin 1978 à Marrakech, est une athlète marocaine,,,,,.

## Biographie
Spécialiste des courses de demi-fond (800 mètres et 1 500 mètres) elle fait ses premiers pas sur les circuits au club Sidi Youssef Ben Ali avant d’intégrer l’Institut national d’athlétisme à Rabat en 1996, année au cours de laquelle elle s’est qualifiée aux demi-finales du 800 m des championnats du monde juniors à Sydney. Elle décrocha sa première médaille en or aux Jeux méditerranéens de 1997 à Bari, avant d’ajouter un autre métal précieux à son palmarès, quelques semaines plus tard, lors du championnat des jeux panarabes au Liban.
En 2010, à la suite d'une blessure à la cuisse droite, elle déclare forfait pour les Mondiaux en salle de Doha.

## Palmarès
- Jeux olympiques
  - Athènes 2004 :
    -  Médaille d'argent sur 800 mètres avec un temps de 1 min 56 s 43[9]

  - Pékin 2008 :
    -  Médaille de bronze sur 800 mètres avec un temps de 1 min 56 s 73

- Championnats du monde d'athlétisme
  - Helsinki 2005 :
    -  Médaille d'argent sur 800 m en 1 min 59 s 42

  - Osaka 2007 :
    -  Médaille d'argent sur 800 m en 1 min 56 s 99

- Championnats du monde d'athlétisme en salle
  - Lisbonne 2001 :
    -  Médaille d'or sur 1 500 mètres avec un temps de 4 min 10 s 83

  - Moscou 2006 : 
    -  Médaille de bronze sur 800 mètres avec un temps de 2 min 00 s 34

- Championnats d'Afrique d'athlétisme
  - Alger 2000 :
    -  Médaille d'or sur 800 mètres
    -  Médaille d'argent sur 4 × 400 mètres

  - Tunis 2002 :
    -  Médaille de bronze sur 1 500 mètres avec un temps de 4 min 20 s 15

## Décorations
- Officier de l'ordre du Mérite National (2004)[10].